# Cantone di Châtelaudren
Il Cantone di Châtelaudren era una divisione amministrativa dell'Arrondissement di Saint-Brieuc con capoluogo Châtelaudren.
A seguito della riforma approvata con decreto del 13 febbraio 2014, che ha avuto attuazione dopo le elezioni dipartimentali del 2015, è stato soppresso.

## Composizione
Comprendeva 8 comuni:
- Boqueho
- Châtelaudren
- Cohiniac
- Plélo
- Plerneuf
- Plouvara
- Trégomeur
- Tréméloir